# Stade René-Hologne
Le Stade René-Hologne est un stade omnisports situé à Vesoul, dans le département de la Haute-Saône, en France.
Aménagé dans les années 1920, le stade fut significativement rénové en 1986 et en 2006. Le stade se compose d'un terrain de football en pelouse synthétique, ainsi qu'un terrain annexe (lui aussi constitué de pelouse synthétique) et d'une piste d'athlétisme comportant 8 aires de saut et 4 aires de lancer.
Le stade René-Hologne compte deux tribunes (la tribune honneur de 1 000 places et la petite tribune de 250 places)
C'est le stade résident du Football Club de Vesoul, du Vesoul Racing Club Football (depuis 2015) et du Groupe Athlétique Haut-Saônois.

## Localisation

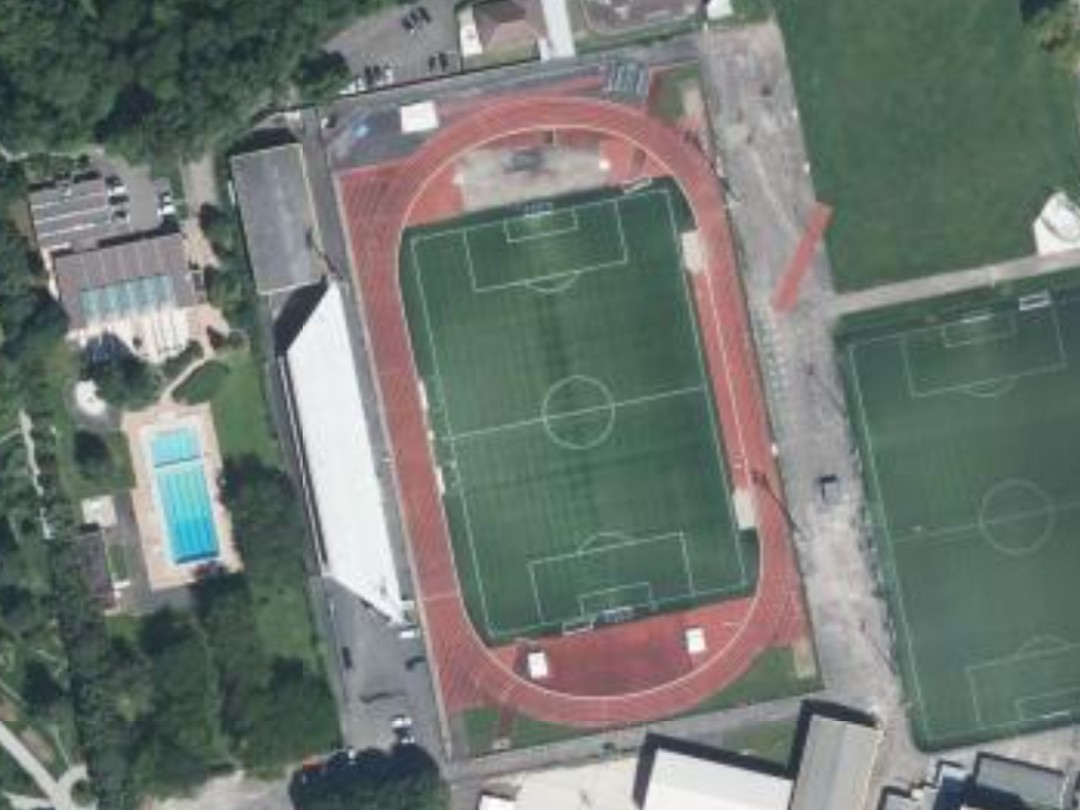
Image satellite du stade René-Hologne (années 2020)

L'équipement sportif est localisé rue Pierre-de-Coubertin à Vesoul, dans le quartier du Stade, une zone urbanisée construite dans les années 1960-1970, distant d'un kilomètre à l'Est du centre-ville de Vesoul. Directement à l'ouest se trouve le jardin anglais et au nord le District de Haute-Saône de football. La rivière du Durgeon s'écoule à proximité du stade, du nord au sud.
En voiture, le stade est accessible depuis la rue Gerlingen ou la rue Meillier. Un parking totalisant 350 places de stationnement est situé à côté du stade. Un arrêt de bus se trouve à proximité du stade René-Hologne, il est desservi par les lignes 1, 7 et D9 du réseau de transport en commun VBus.
Le stade est situé au sein d'un vaste complexe sportif comprenant entre autres plusieurs terrains de sports et courts de tennis.

## Histoire

### Stade des Allées
Construit dans les années 1920, le stade est à l'origine appelé stade des Allées, car à l'époque se trouvait à proximité à l'ouest la promenade des Allées Neuves, promenade publique aménagée en 1770 où aujourd'hui se trouve la place des Allées et en partie le jardin anglais. Le stade fut aménagé afin d'accueillir les entraînements et compétitions de football et d'athlétisme : ces deux sports sont à ce moment pratiqués par le biais du Racing-Club Vésulien. Comme l'atteste l'annuaire de la ligue de Bourgogne-Franche-Comté de football datant de 1939, le stade des Allées était également utilisé par d'autres clubs sportifs de Vesoul qui pratiquaient le football : la Société Scolaire de l'École Normale, l'Union Sportive du Lycée Gérôme, et l'Union Sportive Scolaire.

### Stade René-Hologne
Vers 1950, il est renommé en hommage à René Hologne, maire de Vesoul de 1941 à 1942, résistant, mort en déportation en 1944, qui fut président du Racing-Club Vésulien dans les années 1930.
En 1963, une tribune est construite.

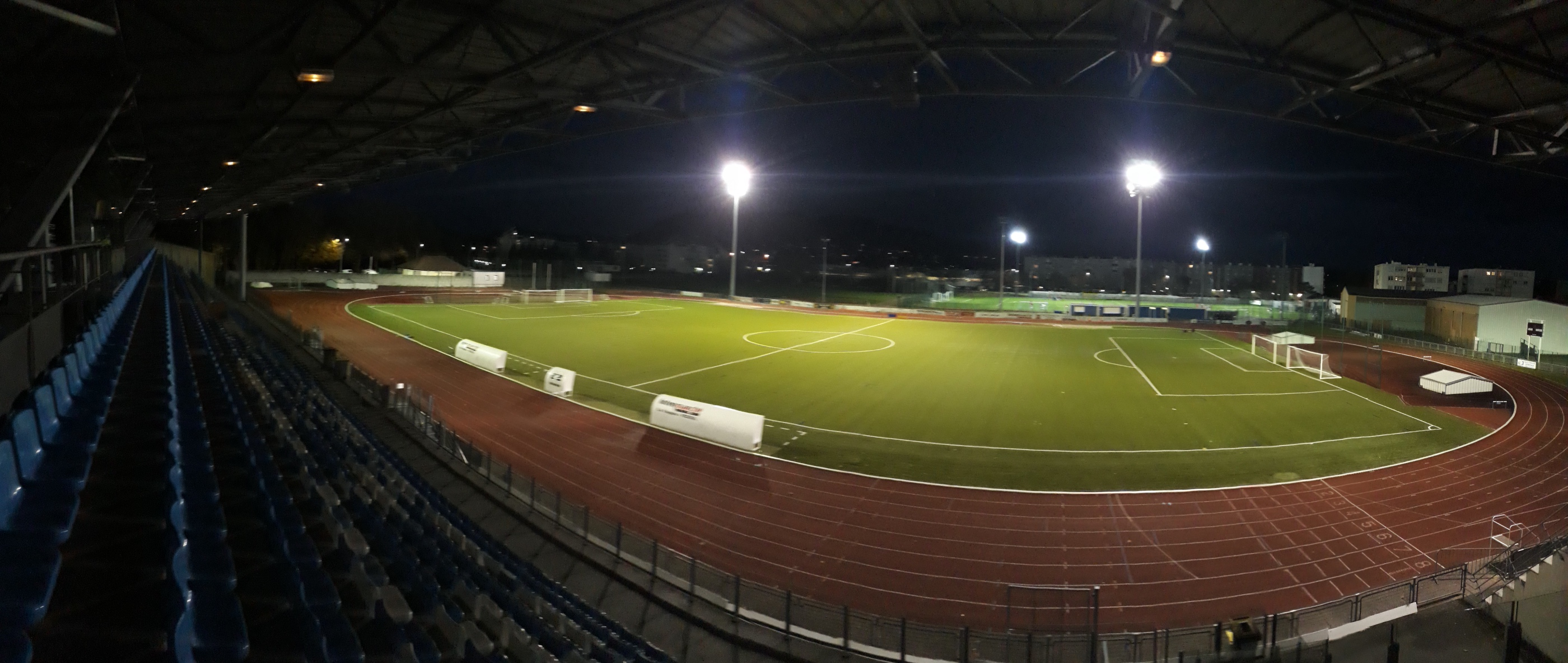
Les éclairages du stade.

En 1986, le stade est l'objet de nombreuses modifications puisqu'on y construit une piste d'athlétisme de 400 mètres ainsi qu'une tour de chronométrage (1995) et quatre mâts d'éclairage de 400 lux.
En 2003, la pelouse synthétique du terrain est rénovée.
La tribune honneur, faite en béton hydrofuge, fut construite en 2006 sur les plans de l'architecte Philippe Thouveny. De style contemporain, elle dispose de plus de 1 000 places assises.
En 2018, la pelouse du stade est à nouveau rénovée.
Aujourd'hui, le complexe sportif est utilisé par le club de football local, le Football Club de Vesoul et par le club d’athlétisme, le Groupe athlétique Haut-Saônois qui comptait à une période parmi ses licenciés, Julien Casoli, champion de France, champion d'Europe et champion du Monde de fauteuil handisport catégorie T54. Le stade sert aussi pour les cours d'éducation physique et sportive des groupes scolaires de la ville (plus de 2 000 élèves).

## Structure et équipements

### Terrain de jeu

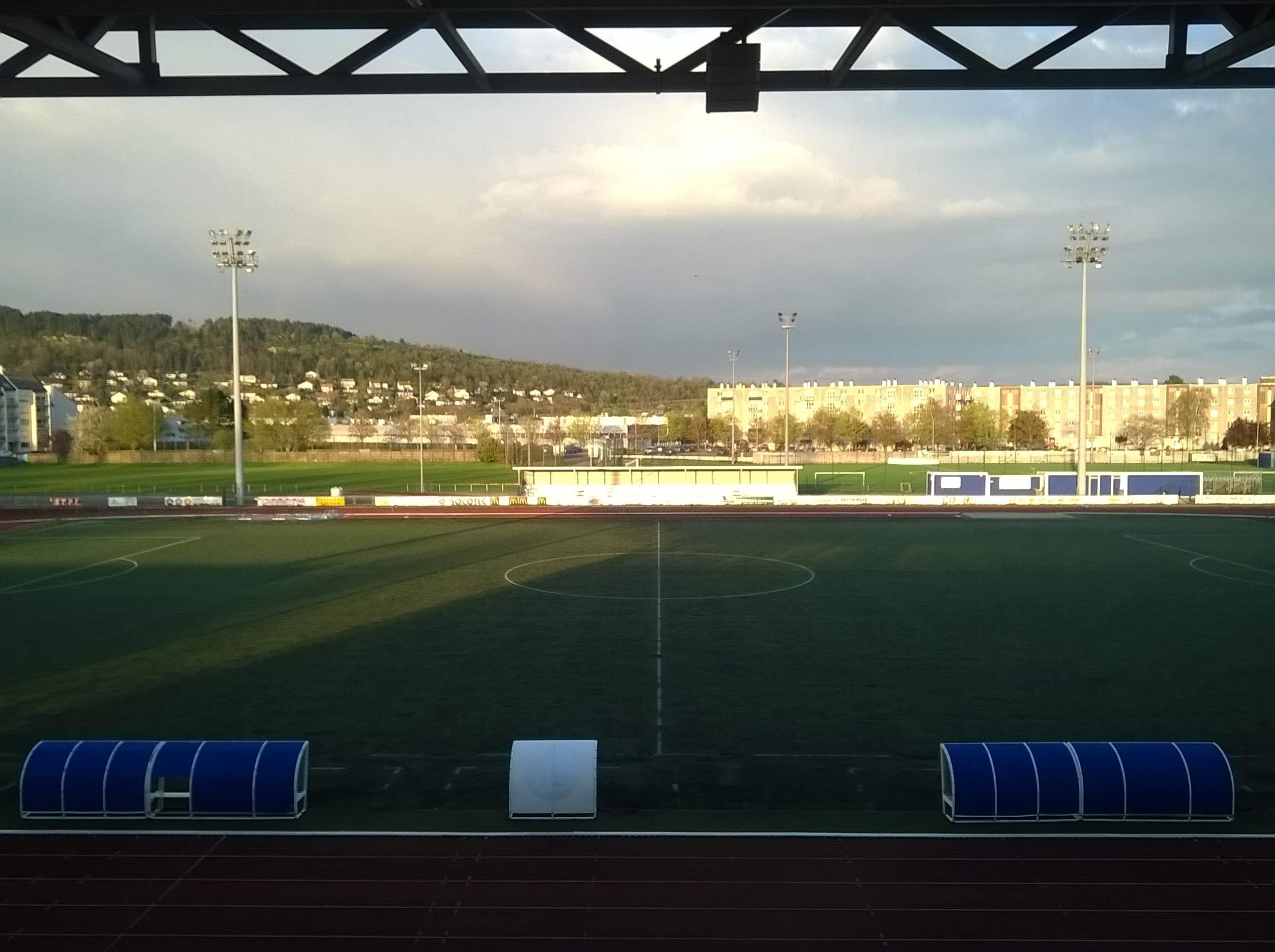
Le terrain

Le terrain de football est en pelouse synthétique. L'aire de jeux mesure 105 mètres de long pour 68 mètres de large, soit une surface totale de 7 140 m2. Six mètres de pelouse de plus sont situés sur les côtés du terrain et quatre mètres derrière les buts.
Derrière le but ont été installés des filets. Par ailleurs, trois bancs de touches sont situés sur le côté du terrain.

### Tribunes
Le stade compte une tribune : la tribune honneur, réalisée en 2006, œuvre de Philippe Thouveny, appartenant à l'agence d'architecture Bernt-Morillon-Thouveny. Construite en béton hydrofuge, la tribune comporte une charpente tridimensionnelle, un garde corps en verre feuilleté et des escaliers en acier galvanisé. Il est également constitué d'un pare-vent et d'un pare-soleil. La surface hors œuvre nette est de 1 200 mètres2 et la hauteur de la structure est de 13,20 mètres. D'architecture contemporaine, elle possède plus de 1 000 places sur lesquels l'inscription « Vesoul » a été faite. Elle abrite cinq vestiaires pour les sportifs ainsi que deux vestiaires pour les arbitres. Elle totalise aussi un bureau, une buvette, un centre de dépistage, une infirmerie, un local de rangement et une salle. La tribune honneur est constituée de 3 niveaux.
Dans les années 2000 et 2010, le stade disposait d'une autre tribune latérale, plus petite, composée de 250 places qui a cependant été supprimée.

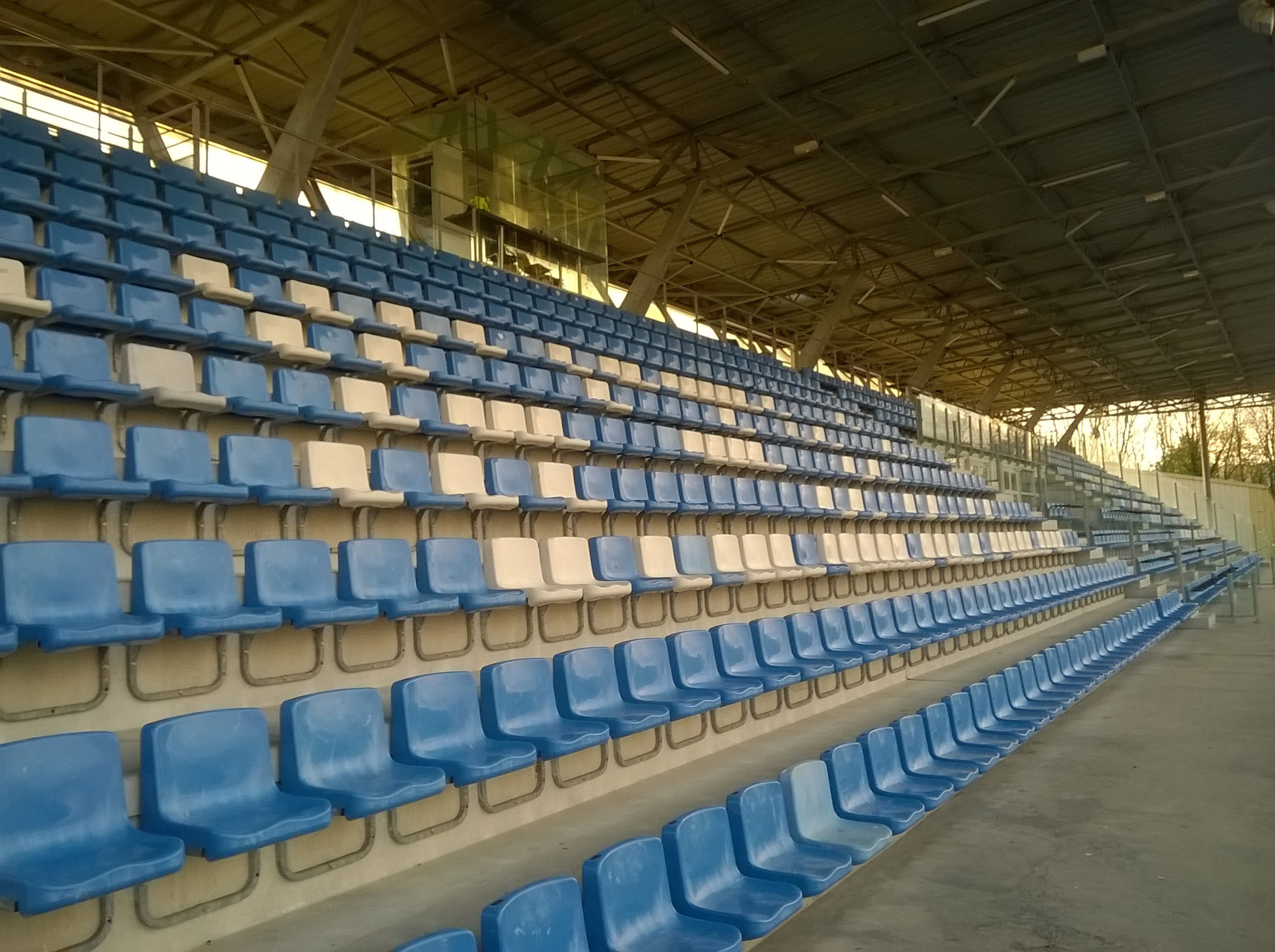
La tribune honneur
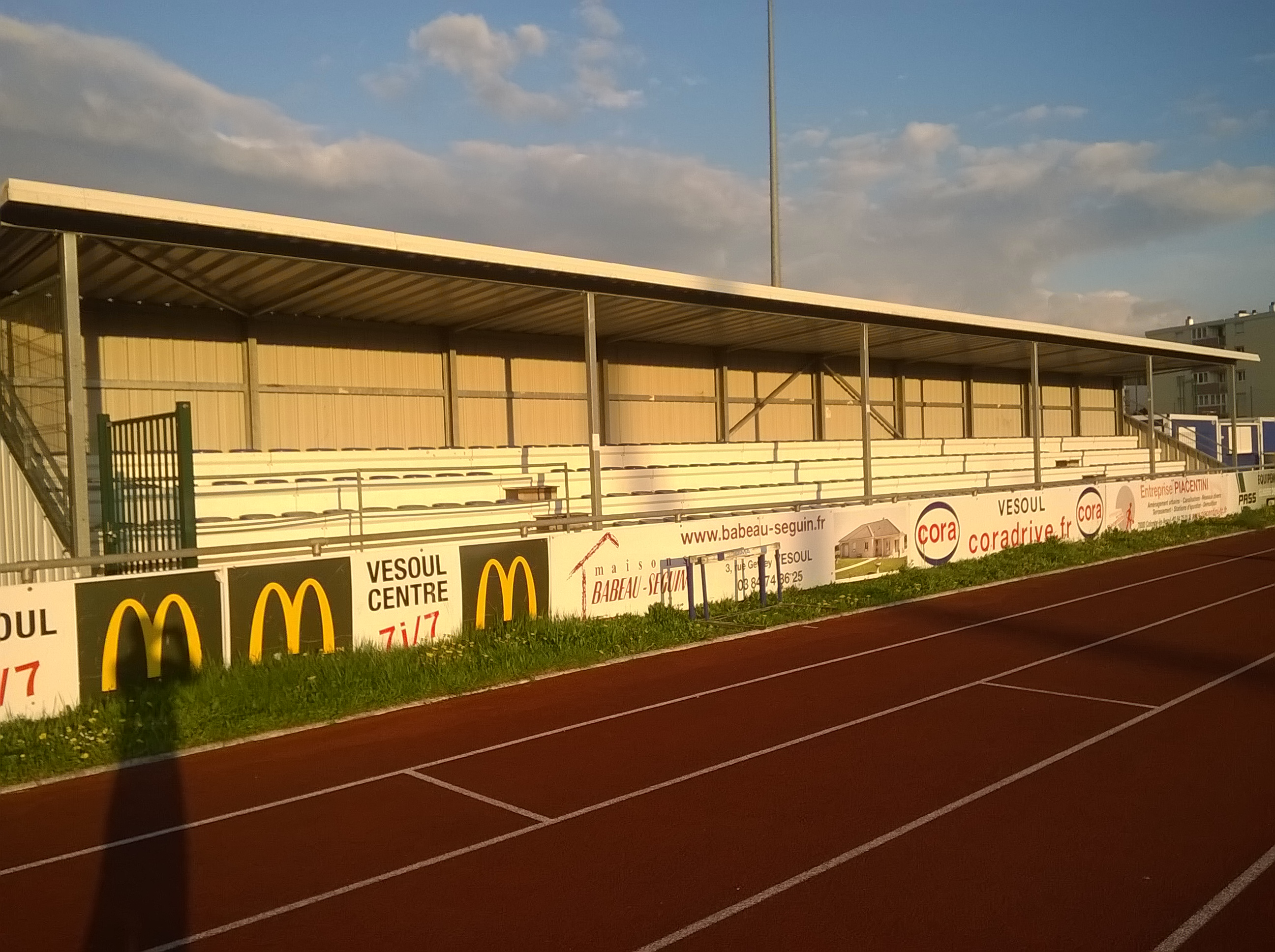
La petite tribune

### Piste d'athlétisme
Le stade comporte également une piste d'athlétisme et une tour de chronométrage.
On y trouve un total de 8 aires de saut : 2 aires de saut en hauteur, 2 aires de saut en longueur, 2 aires de triple saut ainsi que 2 aires de saut à la perche. Aussi, il est à noter que 4 aires de lancer sont présentes : 2 aires de lancer de poids, 1 aire de lancer de javelot et 1 aire de lancer mixte disque-marteau. L'installation comprend aussi une rivière de steeple.
Il y a 8 couloirs en ligne droite et 6 couloirs hors ligne droite.

Équipements d'athlétisme du stade
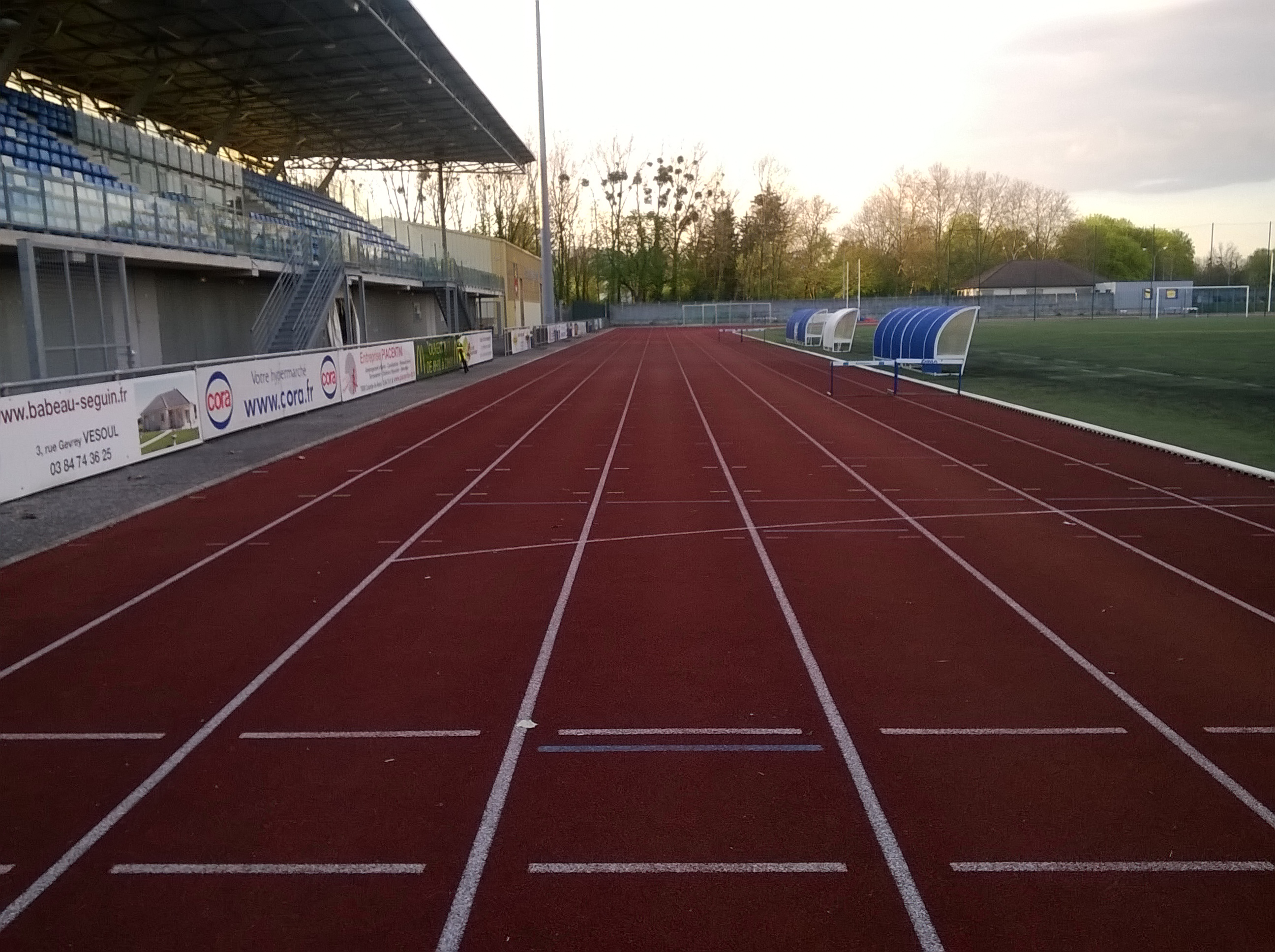
Couloirs du 100 mètres
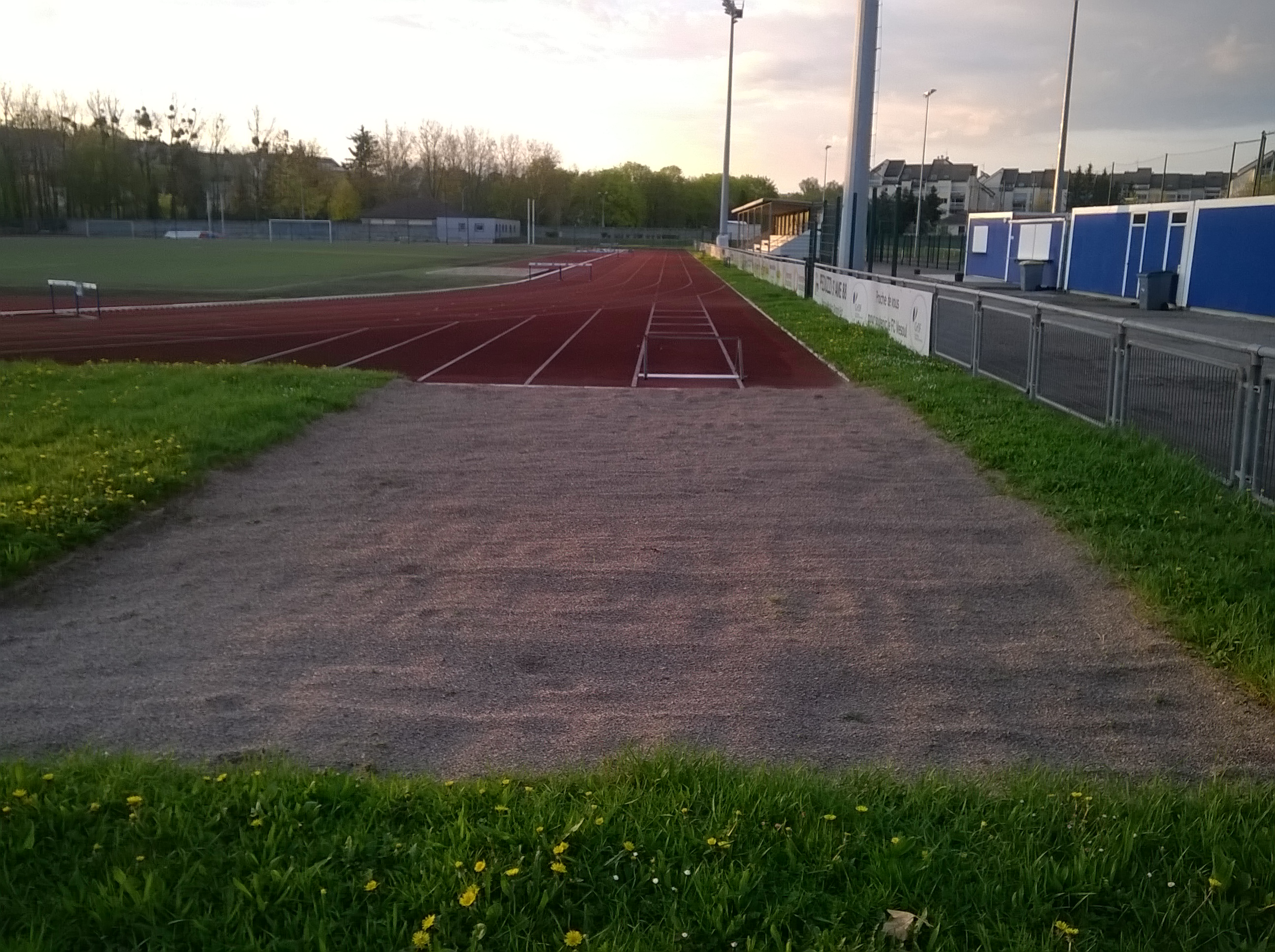
Saut en longueur
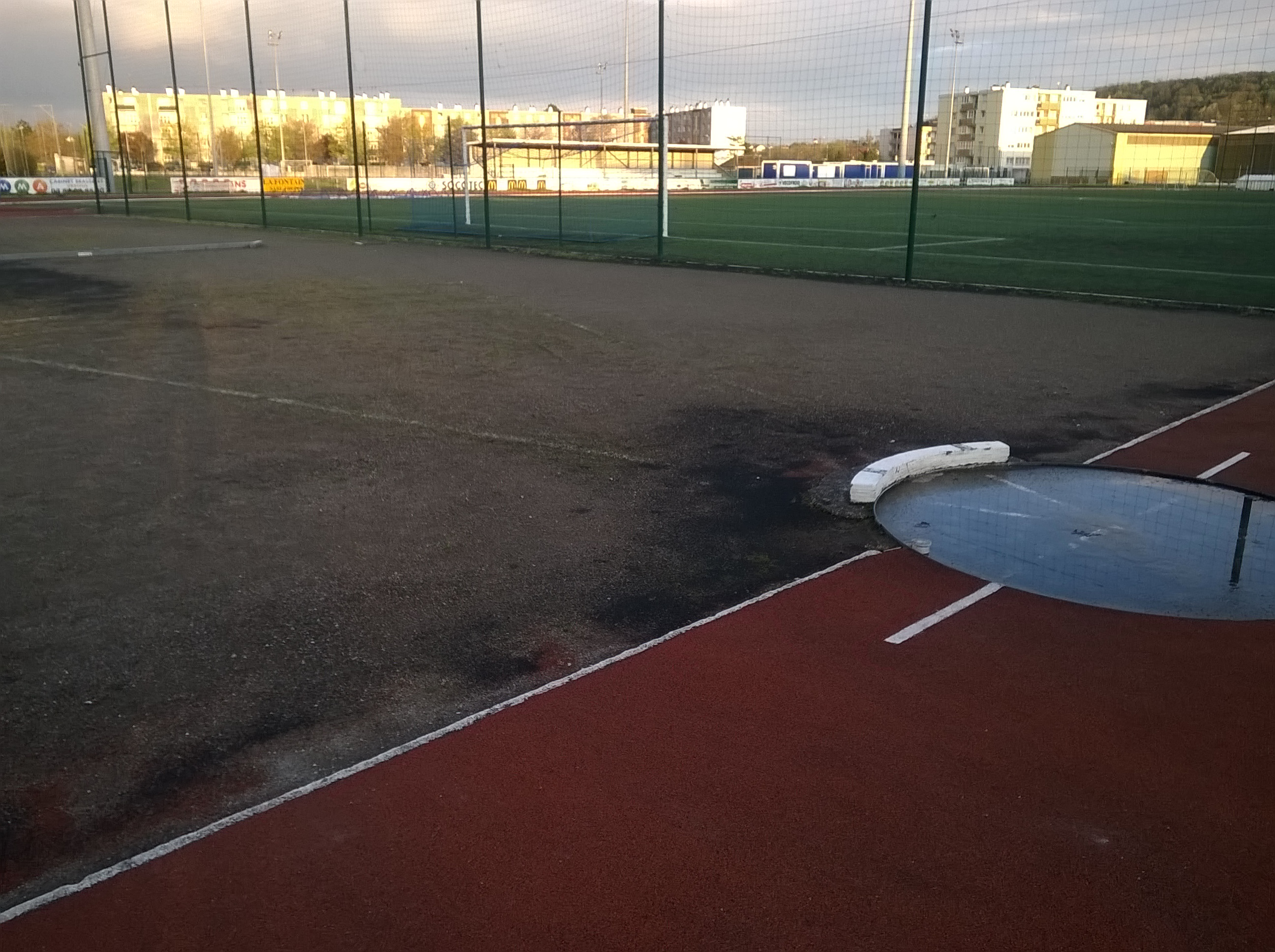
Lancer du disque
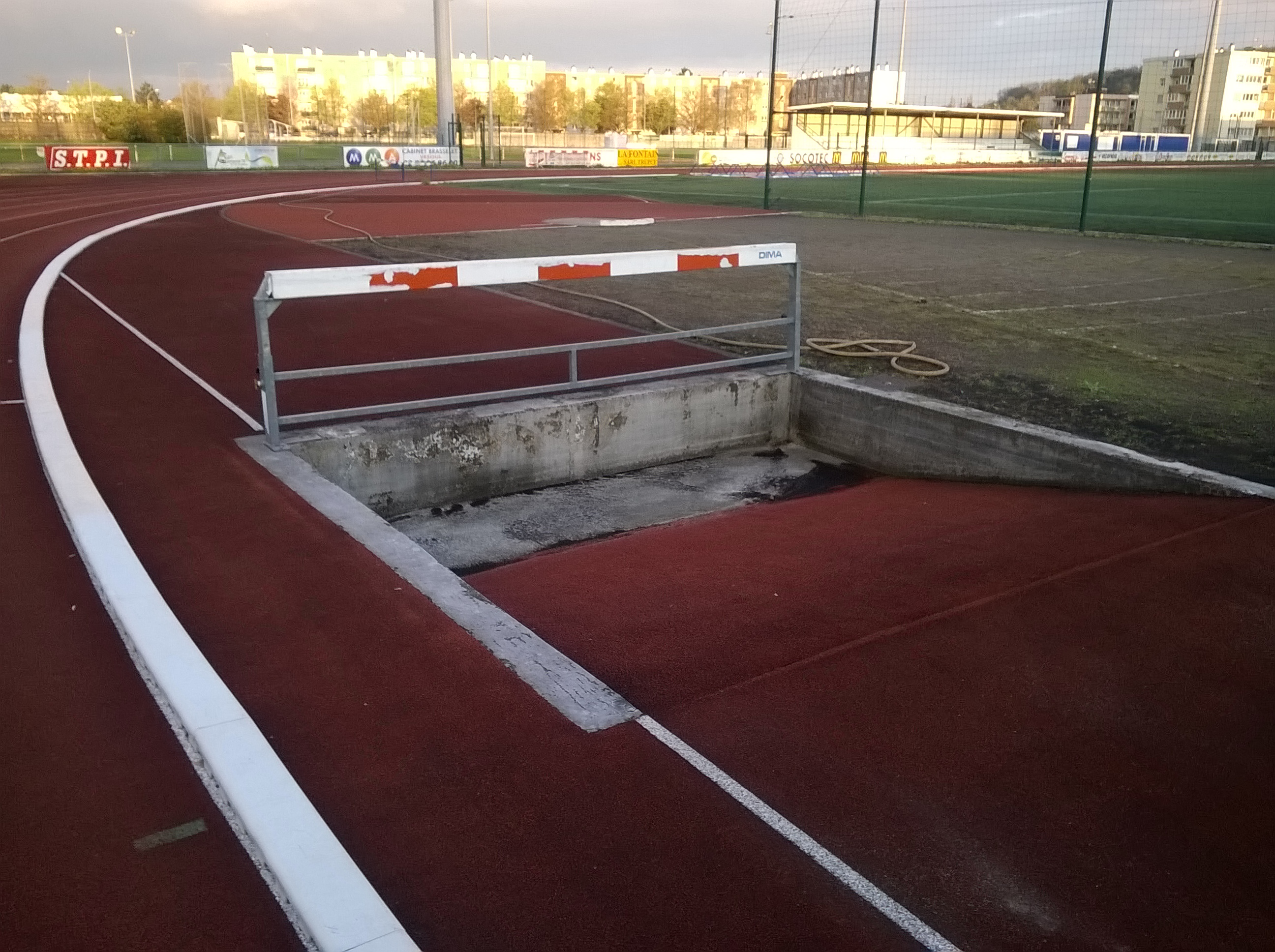
Rivière de steeple
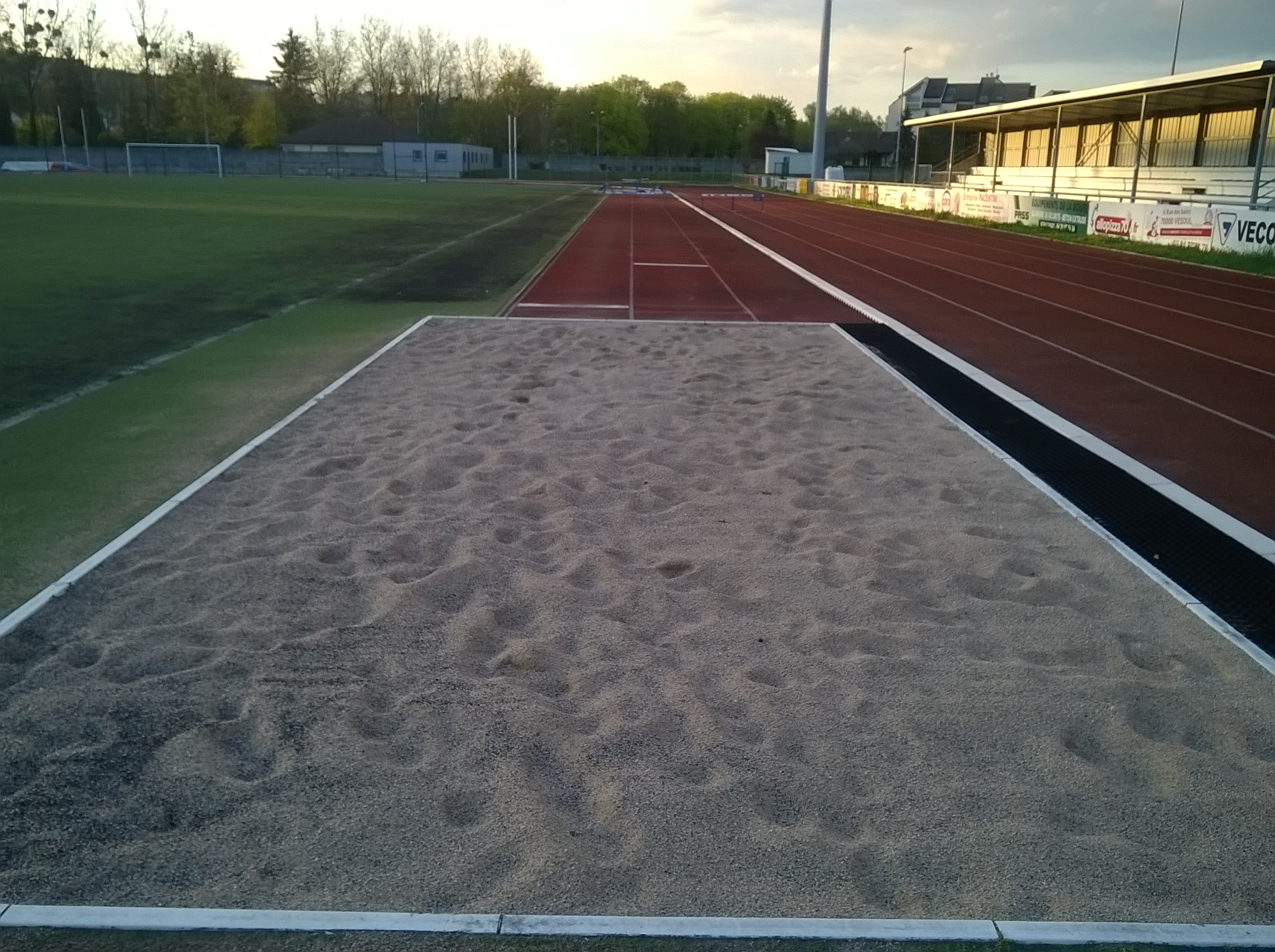
Triple saut

## Affluences records
Le stade connut quelques fortes affluences, notamment dans le cadre de match de coupe de France de football et de coupe Gambardella, que le club de football de Vesoul disputait régulièrement au cours de son épopée en championnats nationaux.
| Rang | Nombres de spectateurs | Rencontre                                                            | Compétition                     | Date             |
| ---- | ---------------------- | -------------------------------------------------------------------- | ------------------------------- | ---------------- |
| 2e   | 6 135                  | Vesoul Haute-Saône football - Paris Saint-Germain                    | Coupe de France - 8e de finale  | 09 février 2010  |
| 3e   | 5 500                  | Union sportive Football Club Vesoul - Association sportive de Monaco | Coupe de France - 32e de finale | 15 décembre 2001 |
| 4e   | 3 000                  | Vesoul Haute-Saône football - Football Club de Metz                  | Coupe de France - 32e de finale | 05 janvier 2008  |
| 5e   | 2 200                  | Vesoul Haute-Saône football - Racing Club de Strasbourg Alsace       | Coupe de France - 7e tour       | 25 novembre 2006 |
| 6e   | 1 614                  | Vesoul Haute-Saône football - Clermont Foot 63                       | Coupe de France - 32e de finale | 08 janvier 2005  |

## Utilisations sportives du stade

### Par les clubs
Le stade accueille les matchs ainsi que les entraînements et les matchs à domicile du Football Club de Vesoul et du Vesoul Racing Club Football. Le stade a accueilli environ 300 matchs de CFA et CFA 2 ainsi que les matchs de coupes départementales et régionales de football.
Le Groupe Athlétique Haut-Saônois, le club d'athlétisme de la ville crée le 19 novembre 1964, évolue au également stade René-Hologne, grâce à la piste d'athlétisme. Composé de plus d'une centaine de membres, le club organise régulièrement des championnats départementaux et inter-départementaux d'athlétisme et de cross.
De plus, divers autres tournois et challenges sportifs de tous types se déroulent au stade, tout au long de l'année.

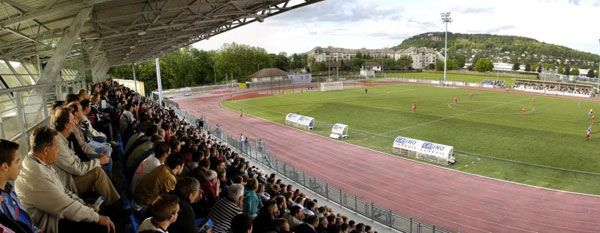
Un match du FCV au stade René-Hologne

### Par les écoles
De nombreux établissements scolaires vésuliens utilisent le stade pour les pratiques sportives : en tout, 2 000 élèves des écoles de Vesoul (primaires, collèges et lycées) fréquentent le stade annuellement.

## Autres équipements du complexe sportif René-Hologne

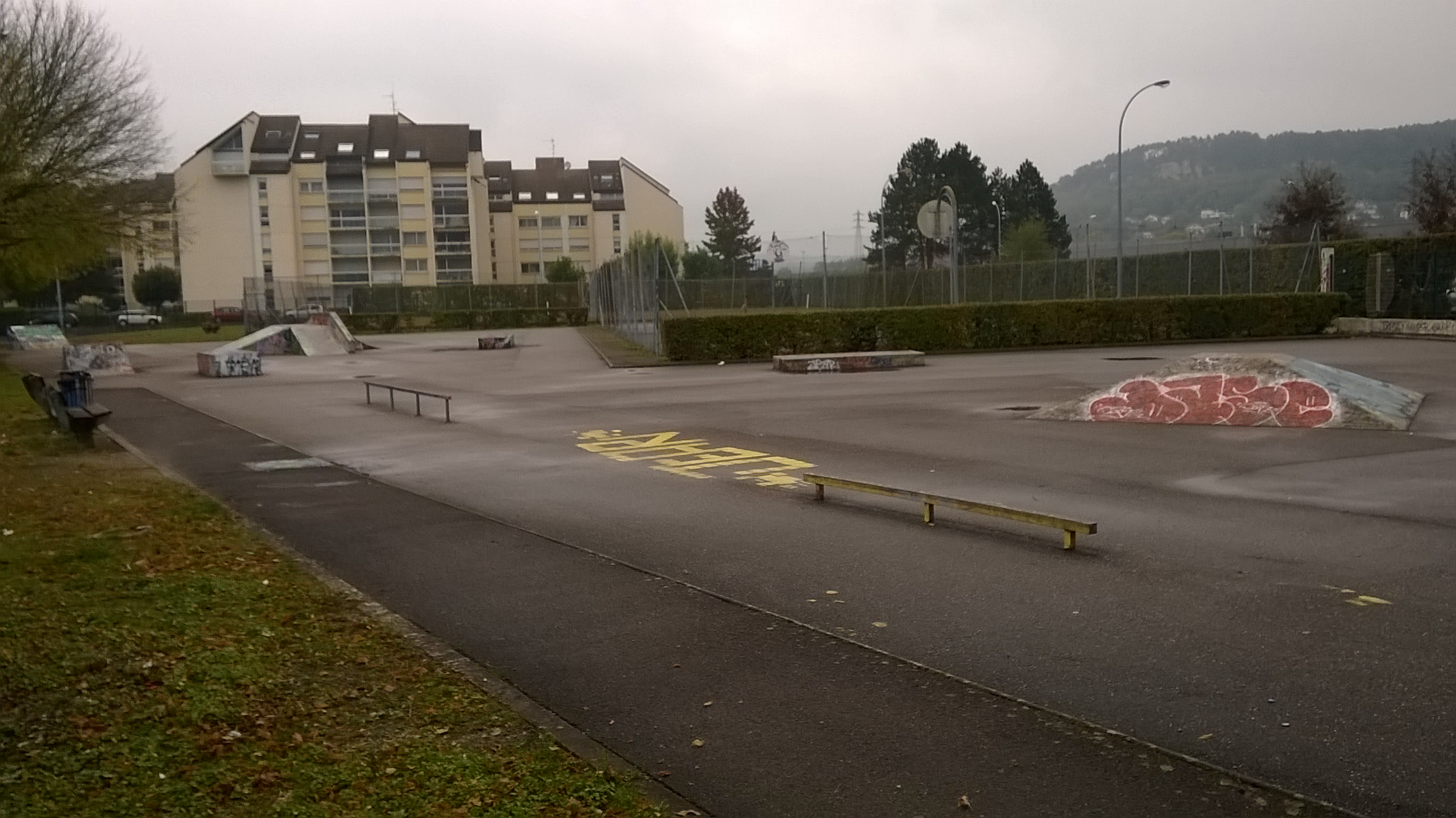
Le skatepark Peterhansel

Le stade est situé au sein d'un vaste complexe sportif de 6 hectares comprenant :
- un autre terrain synthétique de football de 105 x 68, équipé d'éclairage, dde deux vestiaires arbitres et de quatre vestiaires sportifs. Deux mois de travaux et un investissement 300 000 € ont été nécessaires pour rénover la pelouse synthétique du terrain en 2015[11] (année d'arrivée du Vesoul Racing Club Football).
- un terrain en herbe pour les lancers d'athlétisme de 90 x 60 en gazon naturel.
- une salle multi-sports qui permet de pratiquer le badminton, le patinage de course, le football en salle et la musculation.
- un skatepark, nommé « Skatepark Peterhansel », permettant de pratiquer le roller acrobatique, le skateboard et le BMX. Doté d'un revêtement en bitume, il s'étend sur une surface de 800 m2.
- un boulodrome couvert de 600 m2 mis en service en 2000. Il est munis de 16 couloirs, d'une tribune de 50 places et d'un sol en stabilisé.
- une piscine municipale créée en 1977, comprenant 3 bassins dont un bassin de 25 x 10.
- deux courts de tennis en synthétique
- un terrain de basket-ball